# نیکولا زاگام
نیکولا زاگام (انگلیسی: Nicola Zagame؛ زادهٔ ۱۱ اوت ۱۹۹۰) بازیکن زن واترپلو اهل استرالیا است.
وی در مسابقات کشوری و بین‌المللی در مجموع برندهٔ ۲ مدال نقره، ۱ مدال برنز شده‌است.